# Embassament d'Argençola
L'Embassament d’Argençola es localitza al municipi de Castellnou de Bages i ocupa una superfície d’1,5 hectàrees. La zona humida inclou l'embassament i les zones adjacents i comprèn una superfície de 2,4 Ha. L'embassament està situat a la riera d’Argençola, tributària del Cardener. Es tracta d’un petit embassament la resclosa del qual fou construïda als anys 20 pel propietari de la zona, ja preocupat pel medi ambient i amb una sensibilitat paisatgística notòria.
L'any 2006, l’aportació constant de sediments per la riera havia reblert en un 95% la superfície estanyada i que havia estat coneguda com el «Llac d’Argençola». Aquest nom encara apareix als ortofoto mapes que edita l'Institut Cartogràfic de Catalunya. Pel que fa a la vegetació, cal destacar la presència d'un extens bogar, a la part més interior de les aigües, així com d'un encara més extens canyissar, que s'estén més enllà de la cua de l'embassament, per la riera d'Argençola. La vegetació de ribera està formada principalment per pollancres i hi apareixen diverses espècies exòtiques, així com d'altres espècies no exclusives del bosc de ribera (roures, etc.). Només arriba a formar un bosc de ribera relativament ben constituït al sector situat aigües avall de la presa. El canyissar permet la nidificació i la hivernada d'anàtides i ardèides, com a aspecte més destacable. Per sota de l'embassament s'ha detectat abundant cranc de riu americà, probablement també existent a l'embassament.
Entre els factors que afecten negativament l'espai, cal destacar la presència d'espècies exòtiques i d'algunes estructures artificials (estructura de formigó abandonada de tipus hidrològic, aigües amunt de l'embassament). També es pot produir una certa eutrofització de les aigües com a conseqüència dels usos agraris de l'entorn. El procés de colmatació natural està provocant la desaparició progressiva dels hàbitats característics de l'embassament i disminuint el seu interès per a la fauna.